# Добробабенко Богдан Григорович

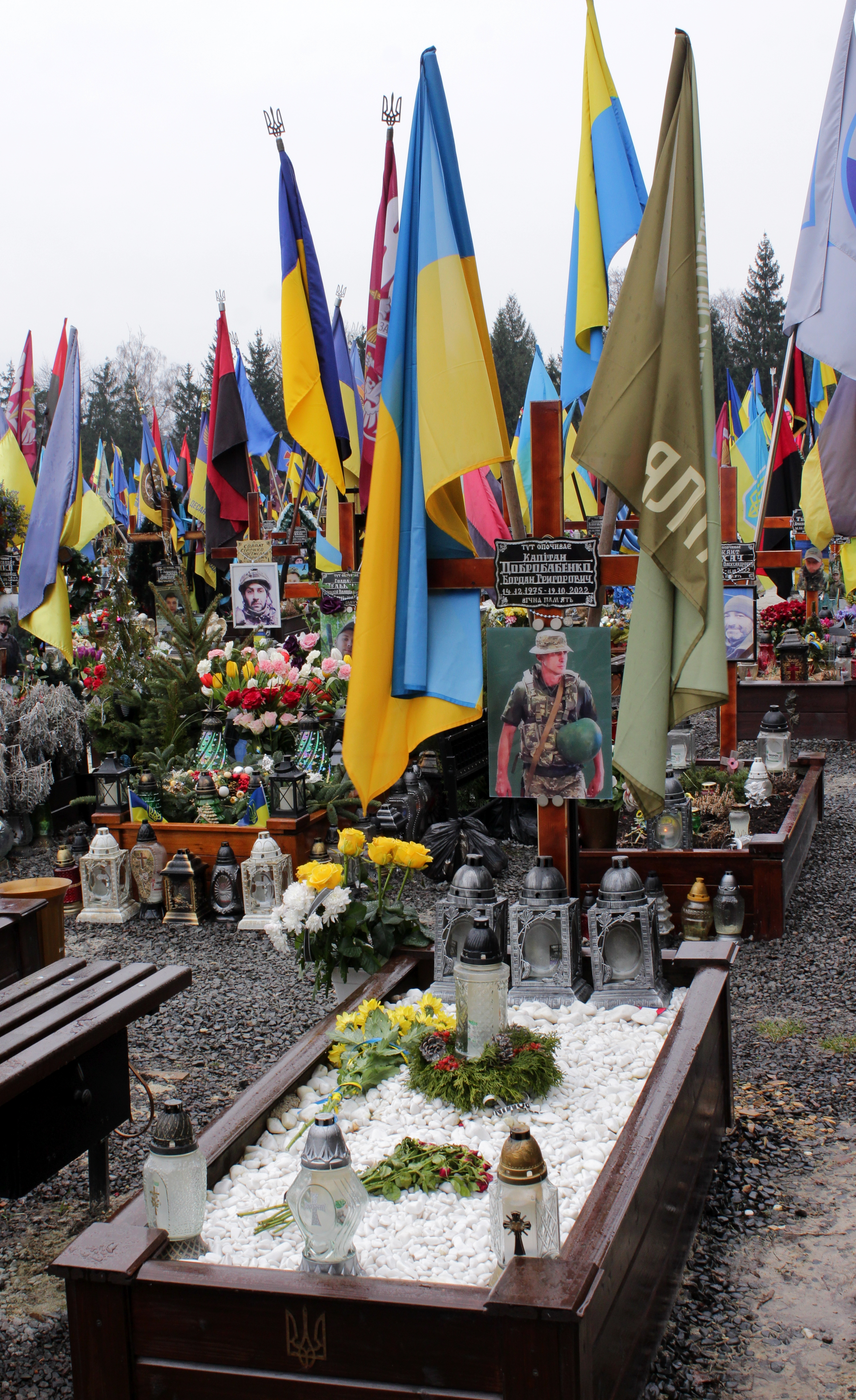

Богдан Григорович Добробабенко (позивний «Ялта»; 14 грудня 1975, с. Седнівка, Кіровоградська область — 19 жовтня 2022, біля с. П'ятихатки, Херсонська область) — український військовослужбовець, капітан 60 ОМБр Збройних сил України, учасник російсько-української війни. Герой України (2024, посмертно).

## Життєпис
Богдан Добробабенко народився 14 грудня 1975 року в селі Седнівці на Кіровоградщині.
Навчався в Седнівському навчально-виховному комплексі «Загальноосвітня школа І—III ступенів — дошкільний навчальний заклад» (із золотою медаллю). Закінчив Луганський державний університет внутрішніх справ імені Едуарда Дідоренка (диплом із відзнакою). Захоплювався дайвінгом.
Учасник Революції гідності.
На початку російсько-української війни добровольцем розпочав службу в 42-му батальйоні ТрО. Пройшов шлях від гранатометника до командира роти. 2014 року разом з побратимами потрапив в оточення та вирвався із Іловайського котла. Учасник оборони Вуглегірська.
У 2016 році після демобілізації разом з родиною переїхав до Львова. Служив інструктором з підготовки офіцерів та штабів на базі Міжнародного центру миротворчості та безпеки.
Після початку повномасштабного вторгнення російської федерації призначений командиром роти Інтернаціонального легіону. Потім перевівся до 60-ї окремої механізованої бригади, де командував піхотною ротою. Брав участь у визволенні Іванівки, Миколаївки, Новопетрівки, Високопілля, Архангельського, Трифонівки та Ольгиного на Херсонщині .
Загинув 19 жовтня 2022 року під час невдалого штурму біля с. П'ятихатки на Херсонщині.
Похований 19 листопада 2022 року на Личаківському цвинтарі.
Залишилися дружина та двоє синів.

## Нагороди
- звання Герой України з удостоєнням ордена «Золота Зірка» (24 лютого 2024, посмертно) — за особисту мужність і героїзм, виявлені у захисті державного суверенітету та територіальної цілісності України, самовіддане служіння Українському народові[2];
- орден Богдана Хмельницького III ступеня (8 липня 2022) — за особисту мужність і самовіддані дії, виявлені у захисті державного суверенітету та територіальної цілісності України, вірність військовій присязі[3].